# Sint-Jozefkapel (Nunhem)

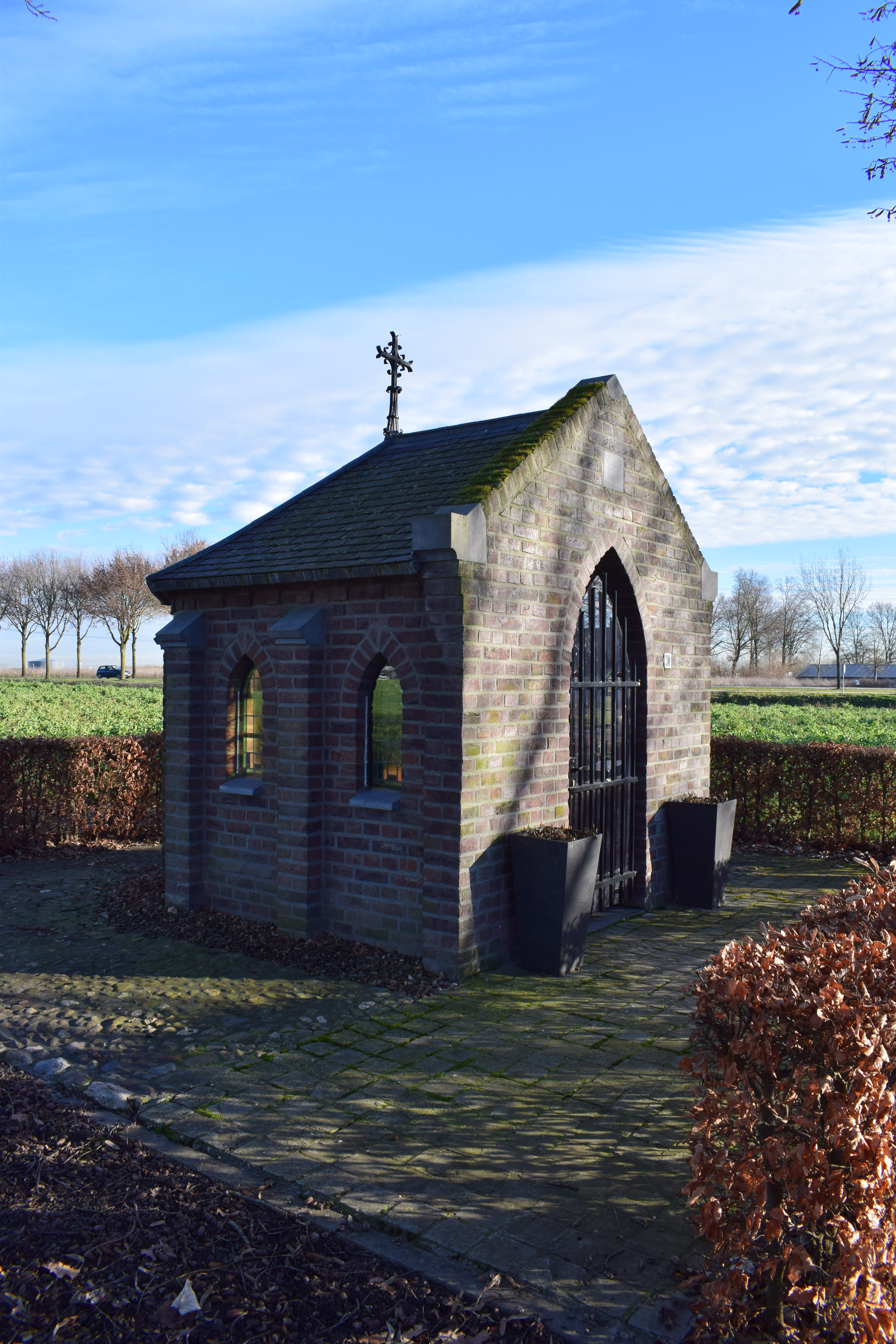
De Sint-Jozefkapel

De Sint-Jozefkapel is een kapel in Nunhem in de Nederlandse gemeente Leudal. De kapel staat aan de Kerkstraat aan de zuidoostrand van het dorp.
De kapel is gewijd aan de heilige Jozef van Nazareth.

## Geschiedenis
In 1843 werd de Sint-Jozefkapel gebouwd die in 1870 werd afgebroken. Er werd een nieuwe kapel gebouwd. In 1970 was deze kapel in slechte toestand en werd toen afgebroken om tevens plaats te maken voor een wegverbreding.
In 2011-2012 werd er aan de overzijde van de straat van de oorspronkelijke plek een nieuwe kapel gebouwd die qua ontwerp vrijwel identiek is aan de oude kapel. Op 18 maart 2012 werd de herbouwde kapel ingewijd.

## Gebouw
De bakstenen kapel heeft een driezijdige koorsluiting en wordt gedekt door een zadeldak met achterop de nok een kruis. De zijgevels hebben twee traveeën met in elke travee een spitsboogvenster. Op de hoeken van de kapel en tussen de traveeën zijn er steunberen geplaatst. De frontgevel is een puntgevel en bevat de spitsboogvormige toegang van de kapel die wordt afgesloten met een spijlenhek.
Van binnen is de kapel uitgevoerd in baksteen. Tegen de achterwand is het altaar gemetseld dat van onder naar boven breder wordt met bovenop een natuurstenen blad dat aan de voorzijde tekst Sint-Jozef bevat. Op het altaar staat een beeld van de heilige Jozef.